# Корени (Гомельская область)
Корени (бел. Карані́) — деревня в Давыдовском сельсовете Светлогорского района Гомельской области Республики Беларусь.

## География

### Расположение
В 30 км на юго-запад от Светлогорска, 10 км от железнодорожной станции Останковичи (на линии Жлобин — Калинковичи), 143 км от Гомеля.

### Гидрография
На реке Ипа (приток реки Тремля), на западе мелиоративные каналы.

## Транспортная сеть
Транспортные связи по просёлочной, затем автомобильной дороге Калинковичи — Бобруйск. Планировка состоит из длинной прямолинейной улицы, ориентированной с юго-запада на северо-восток, застройка двусторонняя, преимущественно деревянная. В 1990-91 годах построен 171 кирпичный, коттеджного типа, дом, в которых разместились переселенцы из мест, загрязнённых радиацией после катастрофы на Чернобыльской АЭС, преимущественно из Кормянского района.

## История
Согласно письменным источникам, а именно описанию Мозырского замка 1552 года, известна с XVI века как селение в Мозырском повете Киевского воеводства Великого княжества Литовского, принадлежащее представителю шляхетского рода Служек герба Остоя - Павлу Служке. В 1737 году в составе поместья Липов во владении Горватов.
После 2-го раздела Речи Посполитой (1793 год) в составе Российской империи. Через деревню проходил тракт из Рогачёва на Волынь, имелась почтовая станция (8 экипажей). В 1879 году обозначена в числе селений Липовского церковного прихода. Согласно переписи 1897 года действовали церковь, часовня, школа грамоты, хлебозапасный магазин, магазин. Рядом находились одноимённые посёлок и фольварк. В 1908 году в Карповичской волости Речицкого уезда Минской губернии. Действовала трёхклассная церковно-приходская школа (размещалась в наёмном крестьянском доме). До 1917 года находились две мельницы и кузницы.
С 20 августа 1924 года до 5 октября 1926 года центр Кореневского сельсовета Озаричского района Мозырского округа. Действовала начальная школа, в которой в 1935 году обучались 97 детей. В 1930 году организован колхоз «День урожая», работала ветряная мельница.
В 1925 году была разрушена помещичья усадьба. В 1934 году закрыта церковь. В 1940 году было построено новое здание для 4-классной школы. Во время Великой Отечественной войны здание сгорело. В 1930-е годы 7 жителей были репрессированы. Во время Великой Отечественной войны в боях около деревни погибли 649 советских солдат, в их числе Герои Советского Союза К.Л. Камынин и А.И. Ершов (похоронены в братской могиле на северной окраине). В 1942—1943 году около Кореней базировался партизанский отряд «За Родину» 101-й партизанской бригады. 23 жителя Кореней погибли от взрывов мин и снарядов после освобождения деревни. В 1949 году пробурённая изыскательская скважина подтвердила наличие нефти в этих местах. Расположены начальная школа, библиотека, фельдшерско-акушерский пункт, Дом культуры, отделение связи.
До 16 июля 1954 года деревня входила в состав Мартыновичского сельсовета Домановичского района, до 14 апреля 1960 года — в состав Хомичского сельсовета Калинковичского района.
В 1955 году было построены здания начальной школы и клуба, проведено радио, в 1964 году открылась библиотека, фонд которой составил более тысячи книг. В 1965 году построена водонапорная башня, а в 1968 году — баня. В 1969 году построено новое кирпичное здание 8-летней школы. В 1975 году открыта почта, до этого почту носили со станции Останковичи. В 1989 году проложен водопровод, в этом же году закончилось строительство дороги Горки — Корени.
В 1990 году началось строительство домов для переселенцев из Чернобыльской зоны. Построено 173 дома. В деревне 12 улиц.
В 2009 году открыт новый комплекс, который включает в себя продуктовый и хозяйственный магазины, почту, бар, аптеку, Дом культуры.

## Население

### Численность
- 2004 год — 216 хозяйств, 525 жителей

### Динамика
- 1834 год — 197 жителей
- 1850 год — 42 двора
- 1885 год — 267 жителей
- 1897 год — 420 жителей; в посёлке 7 дворов, 40 жителей (согласно переписи)
- 1908 год — 93 двора, 455 жителей
- 1959 год — 476 жителей (согласно переписи)
- 2004 год — 216 хозяйств, 525 жителей

## Культура
- Дом культуры

## Достопримечательность
- Братская могила (1943-1944) —  Историко-культурная ценность Республики Беларусь, шифр 313Д000758

## Известные уроженцы
- В. С. Жудро (1917—1942) — один из руководителей Минского подполья во время Великой Отечественной войны. Его имя носит улица в Минске.